# Splitfestivalen
Splitfestivalen (kroatiska: Splitski festival), formellt Popmusiksfestivalen Split (Festival zabavne glazbe Split), är en sedan 1960 årligen återkommande musikfestival i Split i Kroatien. Sedan 1967 hålls festivalen på Prokurative. Under årens lopp har festivalen fått en internationell karaktär och vuxit till en av de mest populära musikfestivalerna i Kroatien.  

### Fotnoter
1. ↑  Visitsplit.com Arkiverad 14 oktober 2013 hämtat från the Wayback Machine. (kroatiska)